# Le Givre
Pour les articles homonymes, voir Givre (homonymie).
Le Givre est une commune française, située dans le département de la Vendée en région Pays de la Loire.

## Géographie

### Localisation

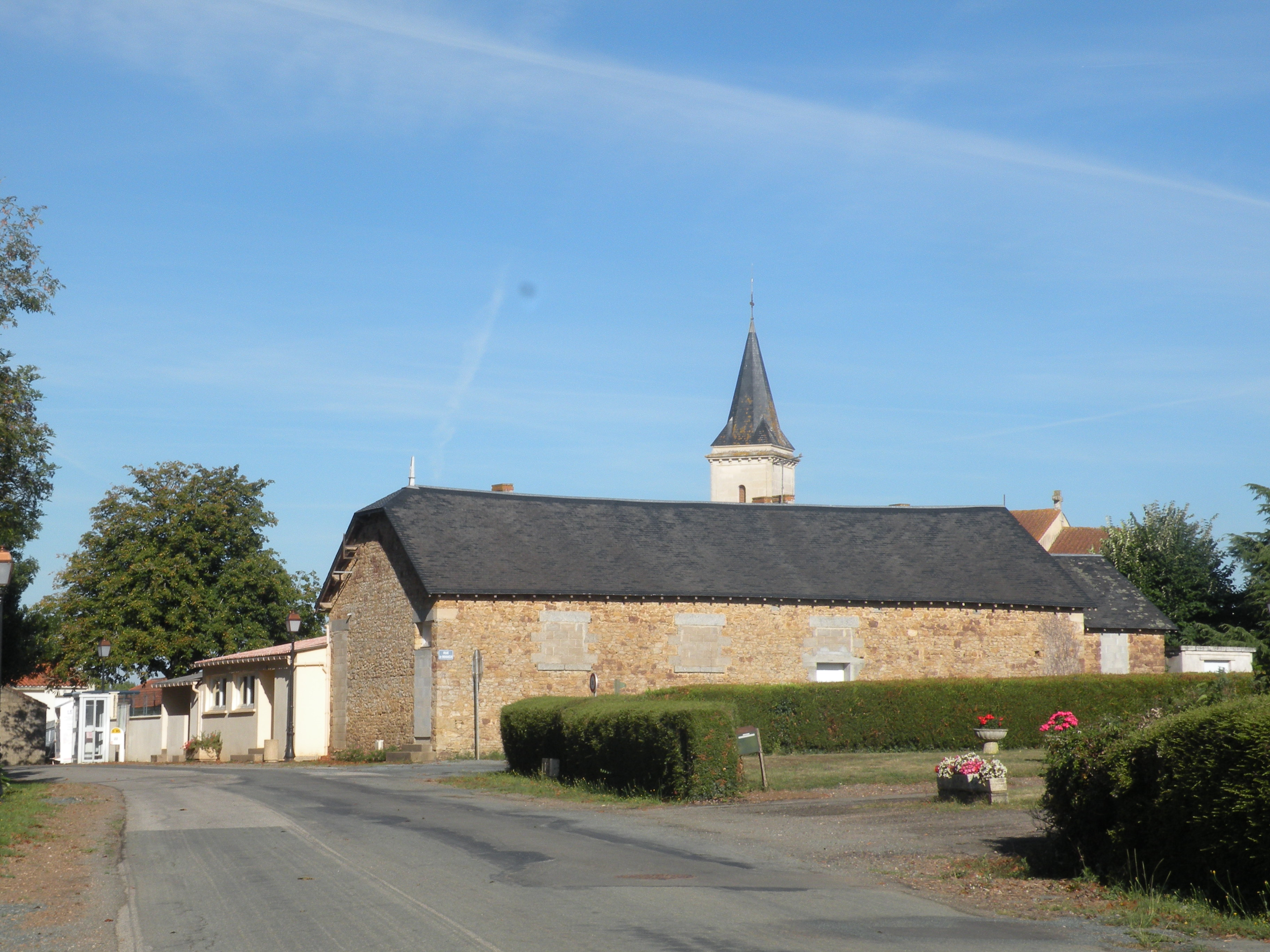
Ambiance de la commune : une rue.

Le Givre est un village qui se situe au nord du marais poitevin, dans le rétro-littoral de l'océan Atlantique dont il est éloigné de 11 km à vol d'oiseau. Il se trouve à trente kilomètres au sud des Sables d’Olonne, à trente-cinq de La Roche-sur-Yon et dix-sept de Luçon.
La commune du Givre est à côté du carrefour dit du Pont-Rouge. 

### Communes limitrophes
Les communes limitrophes sont  La Jonchère, Le Bernard, Moutiers-les-Mauxfaits, Saint-Cyr-en-Talmondais et Saint-Vincent-sur-Graon.
| Moutiers-les-Mauxfaits | Saint-Vincent-sur-Graon | Saint-Vincent-sur-Graon |
| Le Bernard             | Givre                   | Saint-Vincent-sur-Graon |
|                        | La Jonchère             | Saint-Cyr-en-Talmondais |

### Géologie et relief
Le territoire municipal du Givre s'étend sur 1 249 hectares. L'altitude moyenne de la commune est de 33 mètres, avec des niveaux fluctuant entre 2 et 72 mètres,.

### Hydrographie

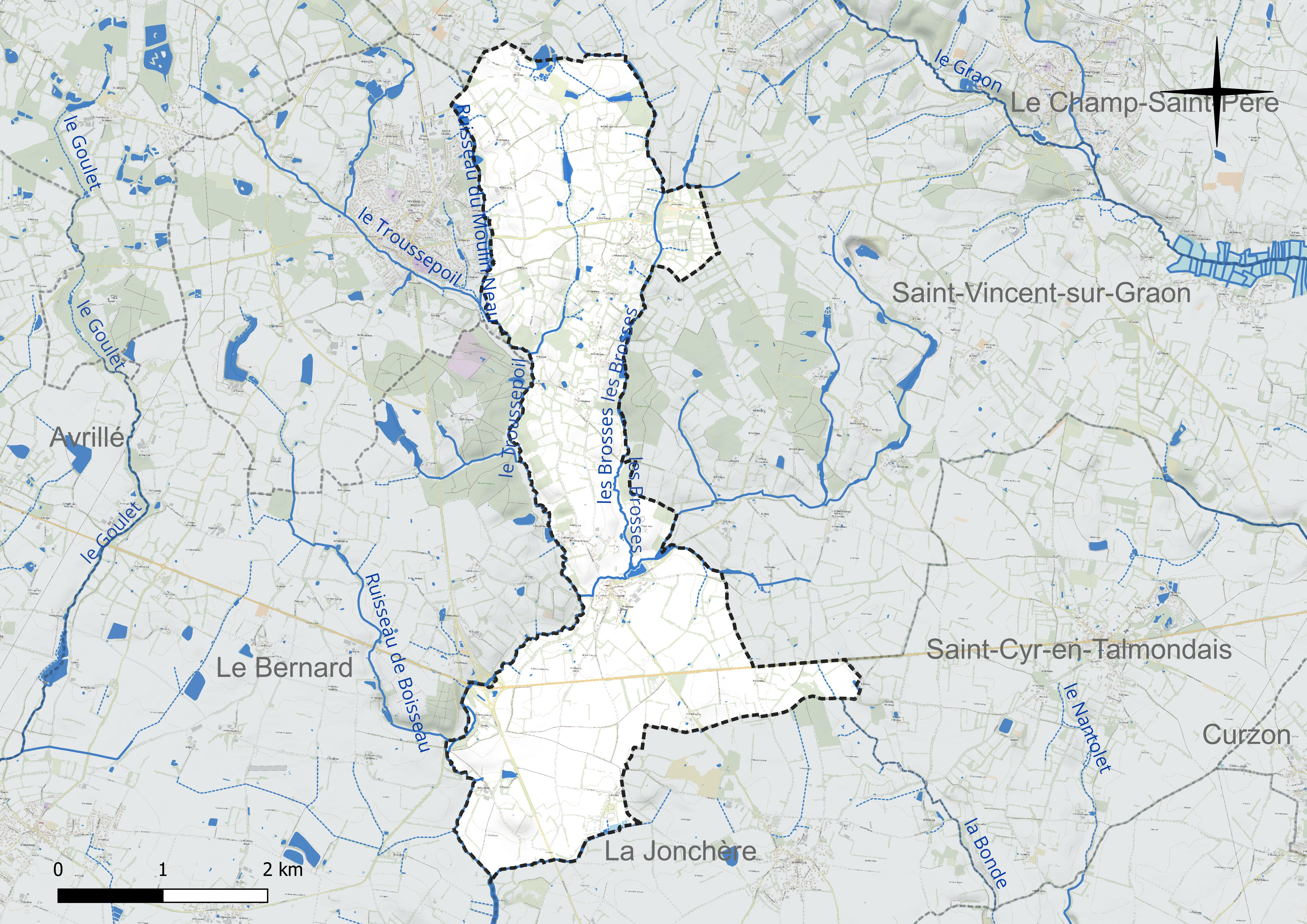
Carte hydrographique de la commune.

La commune est traversée par la rivière dénommée Troussepoil, 

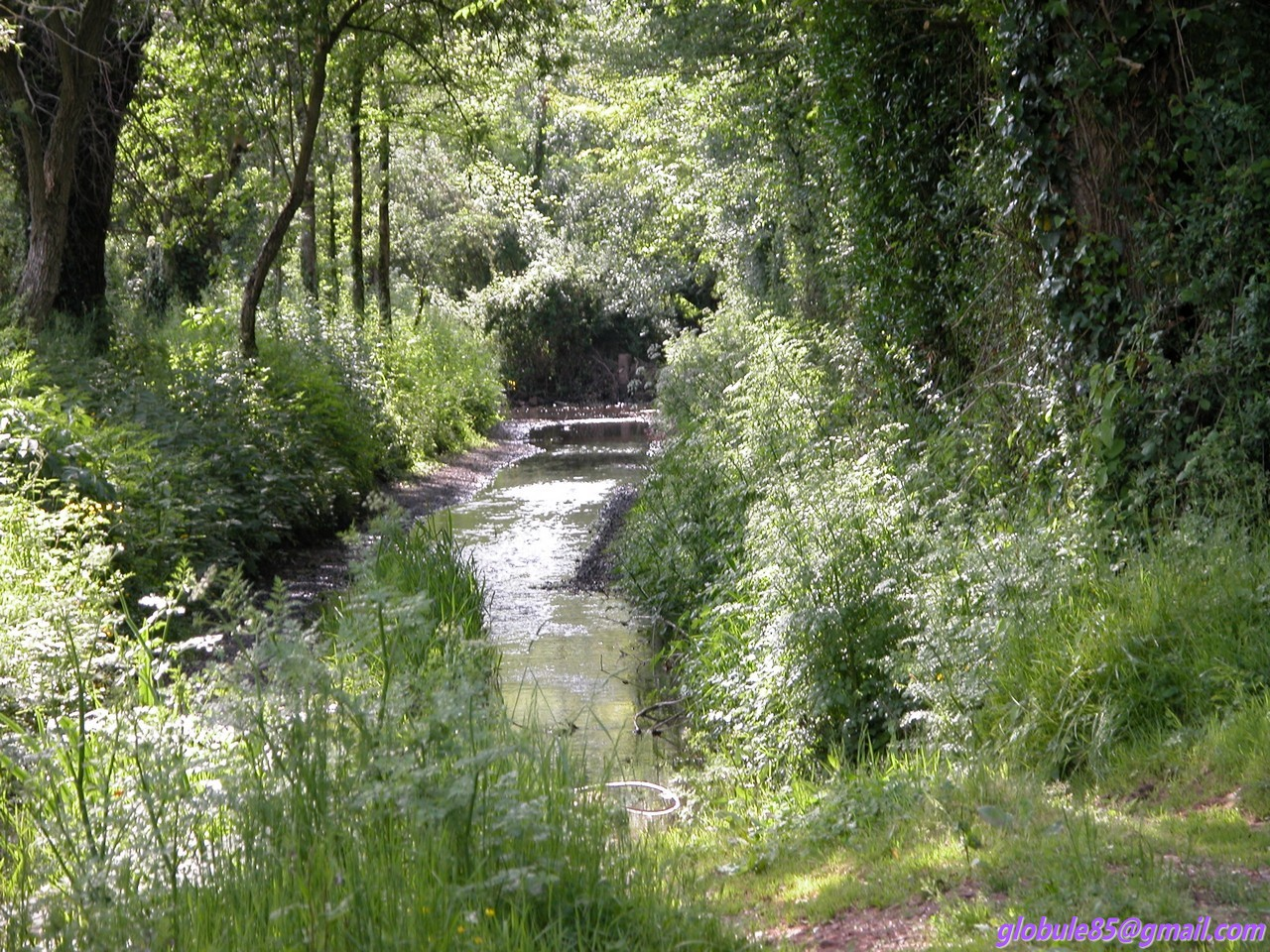
La campagne givraise traversée par un affluent du Troussepoil

### Climat
Pour des articles plus généraux, voir Climat des Pays de la Loire et Climat de la Vendée.
En 2010, le climat de la commune est de type climat océanique franc, selon une étude du CNRS s'appuyant sur une série de données couvrant la période 1971-2000. En 2020, Météo-France publie une typologie des climats de la France métropolitaine dans laquelle la commune est exposée à un climat océanique et est dans la région climatique Bretagne orientale et méridionale, Pays nantais, Vendée, caractérisée par une faible pluviométrie en été et une bonne insolation.
Pour la période 1971-2000, la température annuelle moyenne est de 12,5 °C, avec une amplitude thermique annuelle de 13,4 °C. Le cumul annuel moyen de précipitations est de 789 mm, avec 12,6 jours de précipitations en janvier et 6,1 jours en juillet. Pour la période 1991-2020, la température moyenne annuelle observée sur la station météorologique de Météo-France la plus proche, sur la commune d'Angles à 6 km à vol d'oiseau, est de 13,2 °C et le cumul annuel moyen de précipitations est de 869,3 mm,. Pour l'avenir, les paramètres climatiques de la commune estimés pour 2050 selon différents scénarios d'émission de gaz à effet de serre sont consultables sur un site dédié publié par Météo-France en novembre 2022.

### Paysages
Les deux tiers des espaces de la commun e sont constitués de zones bocagères.

## Urbanisme

### Typologie
Au 1er janvier 2024, Le Givre est catégorisée commune rurale à habitat dispersé, selon la nouvelle grille communale de densité à sept niveaux définie par l'Insee en 2022.
Elle est située hors unité urbaine. Par ailleurs la commune fait partie de l'aire d'attraction de La Roche-sur-Yon, dont elle est une commune de la couronne,. Cette aire, qui regroupe 45 communes, est catégorisée dans les aires de 50 000 à moins de 200 000 habitants,.

### Occupation des sols

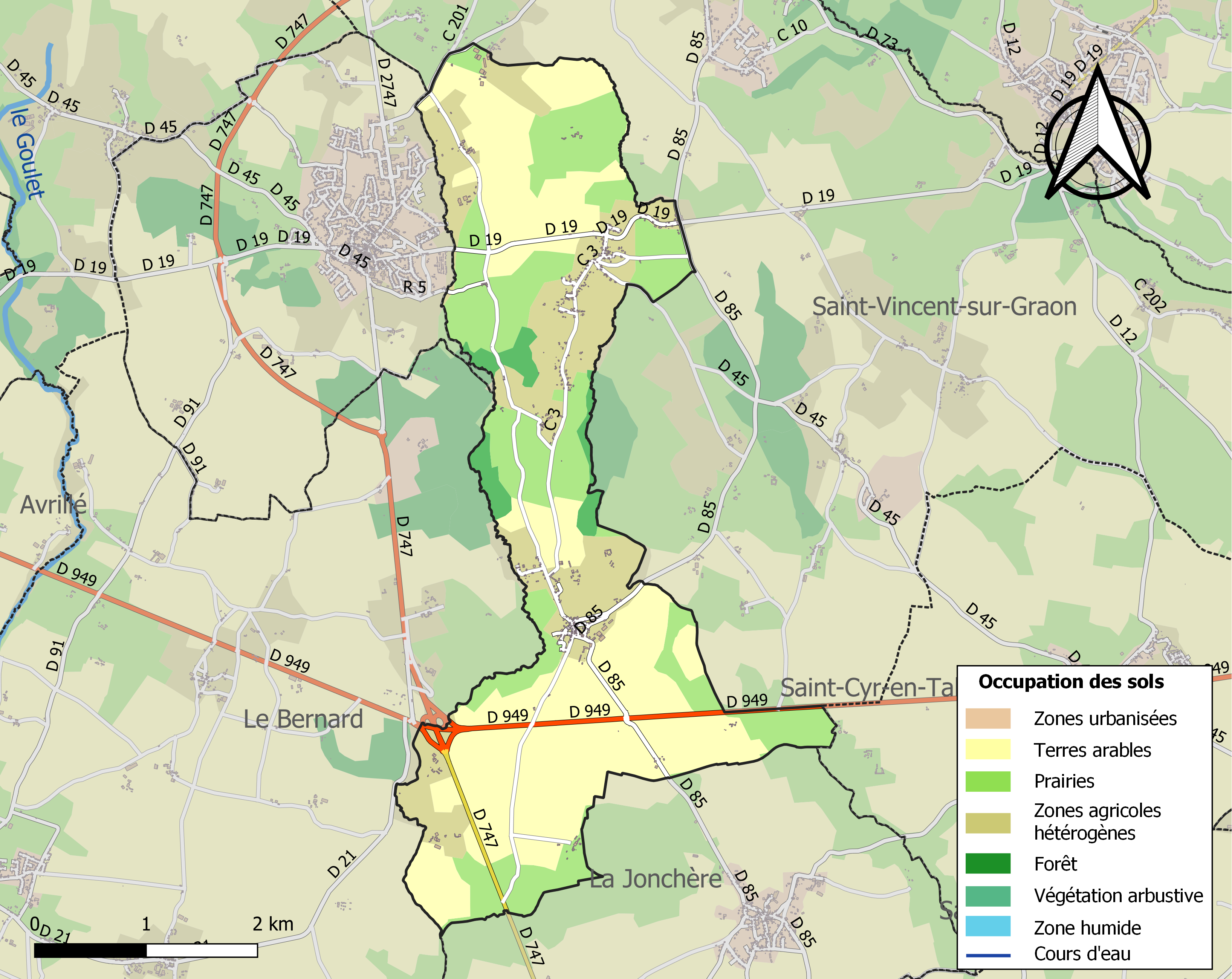
Carte des infrastructures et de l'occupation des sols de la commune en 2018 (CLC).

L'occupation des sols de la commune, telle qu'elle ressort de la base de données européenne d’occupation biophysique des sols Corine Land Cover (CLC), est marquée par l'importance des territoires agricoles (96,7 % en 2018), une proportion sensiblement équivalente à celle de 1990 (96,5 %). La répartition détaillée en 2018 est la suivante : 
terres arables (44,7 %), prairies (28,5 %), zones agricoles hétérogènes (23,5 %), forêts (3,3 %). L'évolution de l’occupation des sols de la commune et de ses infrastructures peut être observée sur les différentes représentations cartographiques du territoire : la carte de Cassini (XVIIIe siècle), la carte d'état-major (1820-1866) et les cartes ou photos aériennes de l'IGN pour la période actuelle (1950 à aujourd'hui).

### Morphologie urbaine
Le Givre est constituée d'un bourg, comprenant le centre de la vie du village (mairie, église et salle Saint-Pierre) et d’un certain nombre de hameaux, qui deviennent selon les recensements récents plus peuplés que le bourg, avec principalement :
- la Bouchetière ;
- la Templerie ;
- la Grisse ;
- Choisy ;
- la Mainborgère.

### Habitat et logement
En 2020, le nombre total de logements dans la commune était de 276, alors qu'il était de 259 en 2015 et de 240 en 2010.
Parmi ces logements, 70,4 % étaient des résidences principales, 24,1 % des résidences secondaires et 5,5 % des logements vacants. Ces logements étaient pour 97,8 % d'entre eux des maisons individuelles et pour 1,5 % des appartements.
Le tableau ci-dessous présente la typologie des logements au Le Givre en 2020 en comparaison avec celle de la Vendée et de la France entière. Une caractéristique marquante du parc de logements est ainsi une proportion de résidences secondaires et logements occasionnels (24,1 %) supérieure à celle du département (23,8 %) et à celle de la France entière (9,7 %). Concernant le statut d'occupation de ces logements, 84,3 % des habitants de la commune sont propriétaires de leur logement (85,6 % en 2015), contre 72,1 % pour la Vendée et 57,5 pour la France entière.
| Typologie                                               | Le Givre | Vendée | France entière |
| ------------------------------------------------------- | -------- | ------ | -------------- |
| Résidences principales (en %)                           | 70,4     | 71,1   | 82,1           |
| Résidences secondaires et logements occasionnels (en %) | 24,1     | 23,8   | 9,7            |
| Logements vacants (en %)                                | 5,5      | 5      | 8,2            |

### Voies de communication et transports
La commune du Givre est accessible par la RD 949 (route Les Sables-d'Olonne — Luçon — Fontenay-le-Comte), la RD 747 au sud (route La Roche — La Tranche), et la R D19 au nord (route Moutiers — Champ-Saint-Père — Mareuil).

## Toponymie
L'origine de la dénomination de la commune du Givre ne se trouve pas dans la froideur de son climat, mais provient du patois poitevin qui signifie lieu rempli de vipères. La même origine de ce nom de lieu se retrouve dans celui de la Grisse, lieu-dit situé de l'autre côté de la RD 949 en direction d’Angles.
Le blason du Givre comporte, à ce titre, dans le bas, la représentation de trois serpents.

## Histoire

### Antiquité
Sous les Romains, le village est situé à la fin du golfe des Pictons, la mer allant jusqu'aux limites de la commune et notamment celles du Pont Rouge. Depuis, le golfe a disparu à la suite de son assèchement ; aujourd’hui, la zone du golfe correspond au Marais poitevin.

### Moyen Âge
Au Moyen Âge, une première église est  construite dans la commune avec comme unique vestige une crypte conservée.
Le château originel du lieu-dit la Brunière est édifié vers le XIIIe siècle par la famille Bodin, seigneur du lieu.

### Temps modernes
Sur les ruines de ce château, un nouvel édifice Renaissance est construit sur la partie arrière de l'ancienne construction par René Bodin de la Rollandière, gentilhomme ordinaire de la chambre du roi, riche seigneur, l’un des chefs protestant en Bas Poitou, qui y reçoit en 1589 le futur roi Henri IV, qui  y a passé une nuit.
En 1621, durant les Guerres de Religion, les troupes royales envahissent le château et le saccagent.
Après l’extinction de la famille Bodin, le château passe par alliance aux Forest, aux Mareschal et aux l’Escorte avant d’échoir aux Mauras de Chassenon qui le conservent jusqu’en 1789.

### Révolution française et Empire
Sous la Révolution française, le village est occupé par les blancs qui ont essayé de prendre le bourg lors de la bataille de Moutiers-les-Mauxfaits, alors que Moutiers-les-Mauxfaits était toute acquise aux républicains (les « bleus »). À la suite de ces attaques, le bourg du Givre a été incendié, y compris son église. Un lieu-dit, Le Patis aux Filles, aurait vu l'exécution par les bleus de jeunes filles.
Le château, devenu bien national, est acheté par le maire du Givre.
Un orme est planté comme arbre de la liberté sur la place, près du presbytère. Abattu dans les années 1940, il a été remplacé par un marronnier qui marque toujours cet emplacement.

### Époque contemporaine
Le château est cédé en 1837 à la famille Pineau, qui en engage la restauration.
Dans les années 1860, avec la contribution de la famille impériale, une nouvelle église a été édifiée sur les ruines de l'ancienne. Le cimetière actuel accueille les tombes qui se trouvaient sous l'actuelle place.
Depuis les années 1960 et 1970, le village a connu une urbanisation croissante due à la ruralisation (par l'extension des hameaux situés près de Moutiers-les-Mauxfaits comme celui de La Bouchetière) et du tourisme estival de masse, avec entre autres des achats de terrains constructibles et des ventes de maisons existantes à des Franciliens puis à des populations intra-européennes (comme les Britanniques ou les Suédois). Un premier lot de logements sociaux a été bâti dans le bas du bourg au début des années 1990.
La municipalité a prévu entre septembre 2012 et le premier semestre 2013 d'effectuer des travaux d'assainissement collectif dans le bourg du Givre. En premier, seront raccordés les habitants se situant dans le périmètre (rue de la Vallée, rue Georges-Clemenceau, rue de Madagascar, rue de l'Ancien-Bourg et environs immédiats de la mairie), puis les nouveaux locataires du futur lotissement. Ce lotissement doit voir le jour, courant 2013. Ce raccordement bénéficiera, à terme, à environ 350 à 400 résidents. Cependant, les autres hameaux — qui comptent plus d'habitants que le bourg — ne sont pas concernés. La place de l'Église sera refaite avec des places de stationnement supplémentaires courant 2013. Des implantations florales sont prévues.

## Politique et administration

### Rattachements administratifs et électoraux

#### Rattachements administratifs
La commune se trouve dans l'arrondissement des Sables-d'Olonne du département de la Vendée.
Elle faisait partie depuis 1793 du canton de Moutiers-les-Mauxfaits. Dans le cadre du redécoupage cantonal de 2014 en France, cette circonscription administrative territoriale a disparu, et le canton n'est plus qu'une circonscription électorale.

#### Rattachements électoraux
Pour les élections départementales, la commune fait partie depuis 2014 du canton de Mareuil-sur-Lay-Dissais
Pour l'élection des députés, elle fait partie de la deuxième circonscription de la Vendée.

### Intercommunalité
Le Givre était membre de la communauté de communes du Pays-Moutierrois, un établissement public de coopération intercommunale (EPCI) à fiscalité propre créé en 1995 et auquel la commune avait transféré un certain nombre de ses compétences, dans les conditions déterminées par le code général des collectivités territoriales.
Dans le cadre des dispositions de la loi portant nouvelle organisation territoriale de la République du 7 août 2015, qui prévoit que les établissements publics de coopération intercommunale (EPCI) à fiscalité propre doivent avoir un minimum de 15 000 habitants, cette intercommunalité a fusionné avec sa voisine pour former, le 1er janvier 2017, la communauté de communes dénommée Vendée-Grand-Littoral, dont est désormais membre la commune.

### Liste des maires
| Période                                  | Période                        | Identité         | Étiquette | Qualité |
| ---------------------------------------- | ------------------------------ | ---------------- | --------- | --- |
| Les données manquantes sont à compléter. |                                |                  |           | |
|                                          |                                |                  |           | |
| 1940                                     | 1953                           | Gabriel Daviet   |           | Facteur d'orgues |
| 1953                                     | 1981                           | Henri Caillemer  | CNIP      | Homme de lettres Conseiller général de Moutiers-les-Mauxfaits (1956 → 1960, 1975 → 1981) Député de la Vendée (2e circ.) (1958 → 1962) |
|                                          |                                |                  |           | |
| 1983                                     | mars 2008                      | Gabriel Patarin  |           | Enseignant |
| mars 2008                                | mai 2020                       | René Bourcier    |           | Enseignant professeur d’histoire-géographie à la retraite                                                                             |
| mai 2020,                                | juin 2023                      | Lisabeth Billard |           | aide comptable Démissionnaire |
| août 2023                                | En cours (au 30 novembre 2023) | Jennifer Libaud  |           | Commerçante ou assimilée |

## Équipements et services publics
La commune n'a plus de commerces de proximité, si ce n'est un café racheté par la commune a sa fermeture dans les années 1980, ouvert le démanche et les jours fériés grâce à une vingtaine de bénévoles,,..

## Population et société

### Démographie

#### Évolution démographique
L'évolution du nombre d'habitants est connue à travers les recensements de la population effectués dans la commune depuis 1793. Pour les communes de moins de 10 000 habitants, une enquête de recensement portant sur toute la population est réalisée tous les cinq ans, les populations de référence des années intermédiaires étant quant à elles estimées par interpolation ou extrapolation. Pour la commune, le premier recensement exhaustif entrant dans le cadre du nouveau dispositif a été réalisé en 2004.

En 2022, la commune comptait 484 habitants, en évolution de −1,63 % par rapport à 2016 (Vendée : +5,33 %, France hors Mayotte : +2,11 %).
| 1793 | 1800 | 1806 | 1821 | 1831 | 1836 | 1841 | 1846 | 1851 |
| ---- | ---- | ---- | ---- | ---- | ---- | ---- | ---- | ---- |
| 314  | 168  | 216  | 318  | 322  | 344  | 366  | 388  | 405  |

| 1856 | 1861 | 1866 | 1872 | 1876 | 1881 | 1886 | 1891 | 1896 |
| ---- | ---- | ---- | ---- | ---- | ---- | ---- | ---- | ---- |
| 418  | 424  | 438  | 456  | 437  | 486  | 495  | 495  | 492  |

| 1901 | 1906 | 1911 | 1921 | 1926 | 1931 | 1936 | 1946 | 1954 |
| ---- | ---- | ---- | ---- | ---- | ---- | ---- | ---- | ---- |
| 469  | 476  | 475  | 405  | 392  | 392  | 395  | 410  | 316  |

| 1962 | 1968 | 1975 | 1982 | 1990 | 1999 | 2004 | 2006 | 2009 |
| ---- | ---- | ---- | ---- | ---- | ---- | ---- | ---- | ---- |
| 351  | 282  | 263  | 276  | 265  | 273  | 342  | 358  | 424  |

| 2014 | 2019 | 2022 | - | - | - | - | - | - |
| ---- | ---- | ---- | - | - | - | - | - | - |
| 480  | 489  | 484  | - | - | - | - | - | - |

#### Pyramide des âges
En 2018, le taux de personnes d'un âge inférieur à 30 ans s'élève à 30,5 %, soit en dessous de la moyenne départementale (31,6 %). À l'inverse, le taux de personnes d'âge supérieur à 60 ans est de 33,5 % la même année, alors qu'il est de 31,0 % au niveau départemental.
En 2018, la commune comptait 256 hommes pour 243 femmes, soit un taux de 51,30 % d'hommes, largement supérieur au taux départemental (48,84 %).
Les pyramides des âges de la commune et du département s'établissent comme suit.
| Hommes | Classe d’âge | Femmes |
| ------ | ------------ | ------ |
| 0,4    | 90 ou +      | 0,4    |
| 8,0    | 75-89 ans    | 6,7    |
| 25,1   | 60-74 ans    | 26,4   |
| 17,9   | 45-59 ans    | 20,2   |
| 16,4   | 30-44 ans    | 17,7   |
| 14,7   | 15-29 ans    | 11,8   |
| 17,6   | 0-14 ans     | 16,8   |

| Hommes | Classe d’âge | Femmes |
| ------ | ------------ | ------ |
| 0,8    | 90 ou +      | 2,2    |
| 8,7    | 75-89 ans    | 11,1   |
| 20,3   | 60-74 ans    | 21,3   |
| 20     | 45-59 ans    | 19,4   |
| 17,5   | 30-44 ans    | 16,8   |
| 15     | 15-29 ans    | 13,2   |
| 17,7   | 0-14 ans     | 16,1   |

### Vie associative
La troupe de théâtre Saint-Pierre est une association créée en 1924 qui dispose d'une salle rénovée en 2020

### Cultes
Pour les catholiques, l'église fait partie de la Paroisse Saint Jacques du Val Graon, et est ouverte au culte, au moins une fois par mois, le samedi soir en complémentarité avec l’église de Saint-Sornin, située à Saint-Vincent-sur-Graon.

## Culture locale et patrimoine

### Lieux et monuments
- Menhir du Champ du Rocher et Menhir des Petites Jaunières, menhirs  classés au titre des monuments historiques[35],[36].
- Château de la Brunière (début du XIIIe siècle), propriété privée visitable lors des Journées du patrimoine[37].
Le château est construit durant la période troublée de la guerre de Cent Ans. Douze cheminées monumentales en granit ornent l’intérieur de la demeure. En 1591, Jean Bodin le reconstruit (sa signature est inscrite sur la célèbre cheminée pot-de-beurre qui a été restaurée) en style de la Renaissance qui le rendit très hospitalier. C'est d'ailleurs dans ce château que le roi Henri IV choisit de se reposer. 
Le château était autrefois la propriété de la famille de Veillechèze de la Mardière. Il appartient aujourd'hui à ses descendants, le docteur Thierry Gorphe et la baronne de Vauchaussade de Chaumont, (née Christine Gorphe), enfants de monsieur Jacques Gorphe, polytechnicien, et de madame Gorphe, (née Geneviève de Veillechèze de la Mardière).
Le château possède une curiosité — ce qui lui a valu son classement en tant que monument historique — une cheminée dite en forme de « beurrier ». À l’entrée, avant le portail, se situe un pont en pierre qui a remplacé le pont-levis. Sur le devant de la cour, on distingue quelques restes du château médiéval (canons du type bombarde avec leurs boulets). Sur le côté droit, on aperçoit le colombier féodal. En arrivant de l'église, on peut voir les bâtiments de l’ancienne ferme féodale, inoccupée depuis quelques années ; seul est utilisé le grand bâtiment situé avant le tournant.

- L'église Saint-Martin.
Construite sous Napoléon III, l’église Saint-Martin-de-Vertou a été restaurée dans les années 2000 par des artisans locaux. En dessous de l’édifice, il existe une crypte médiévale mais elle ne se visite pas. En revanche, sur son parvis, deux marches sont des pierres tombales, peut-être d'ecclésiastiques par la présence de calices sur chacune d'elles.

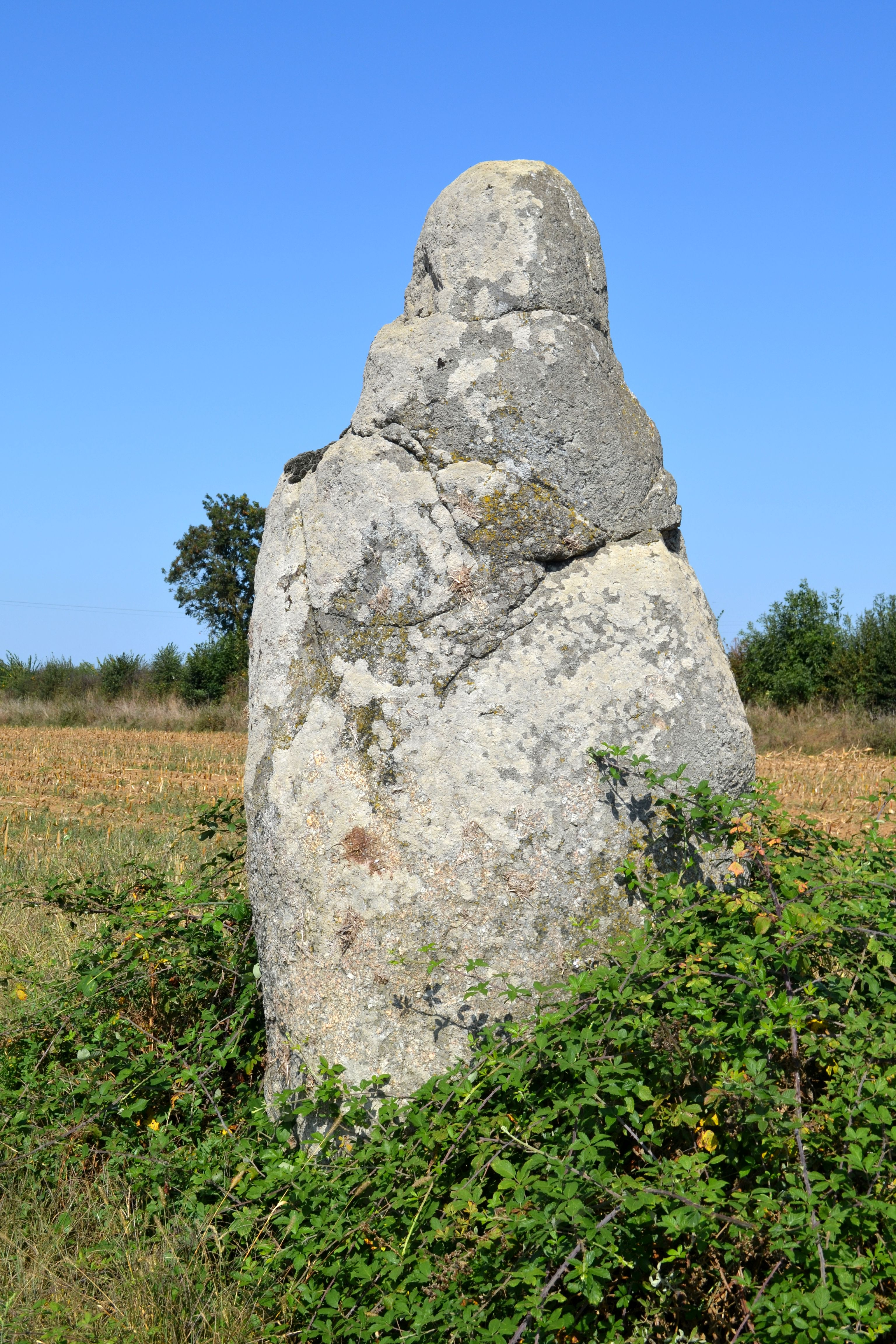
Le menhir.
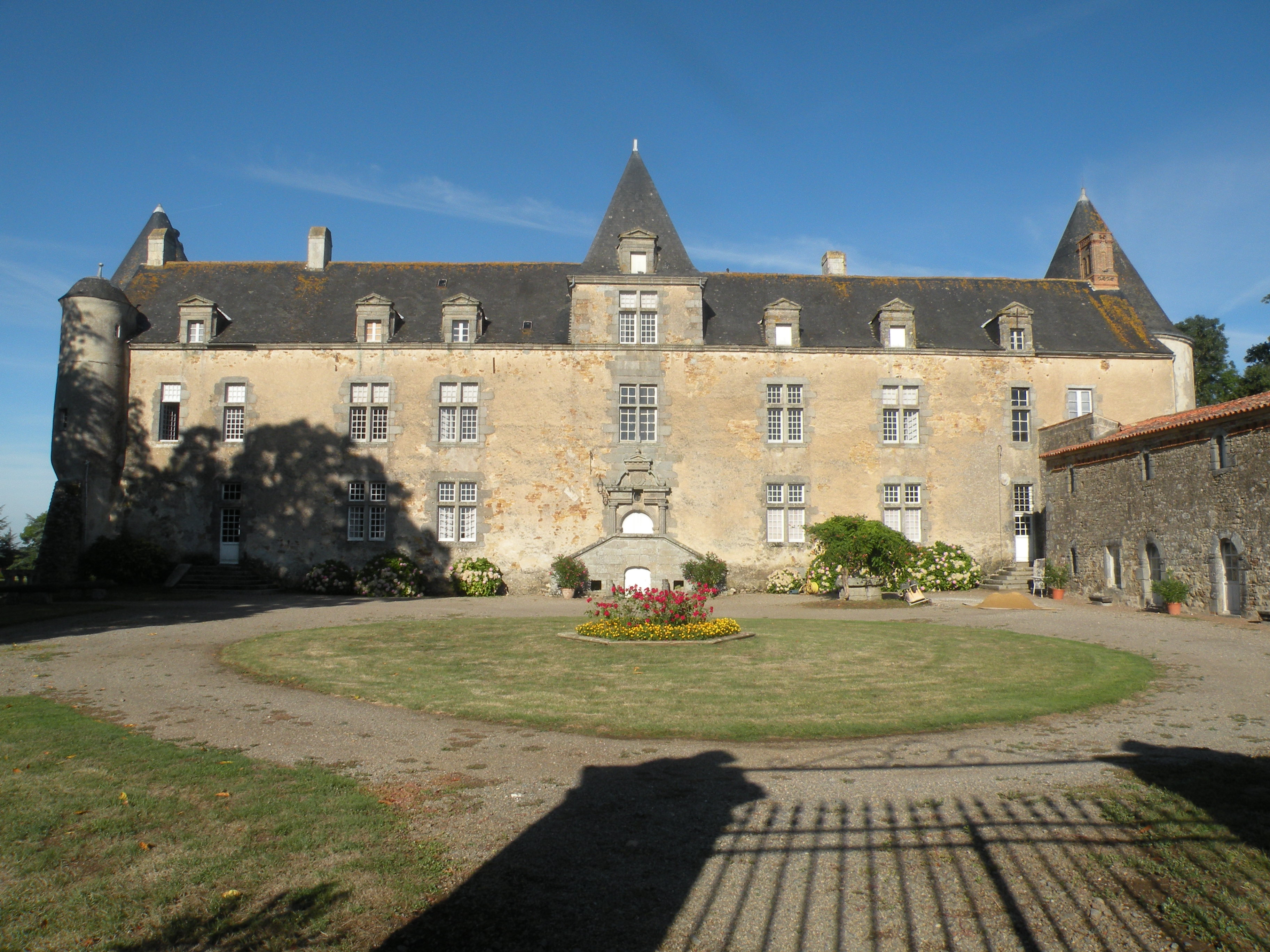
Le château de la Brunière.
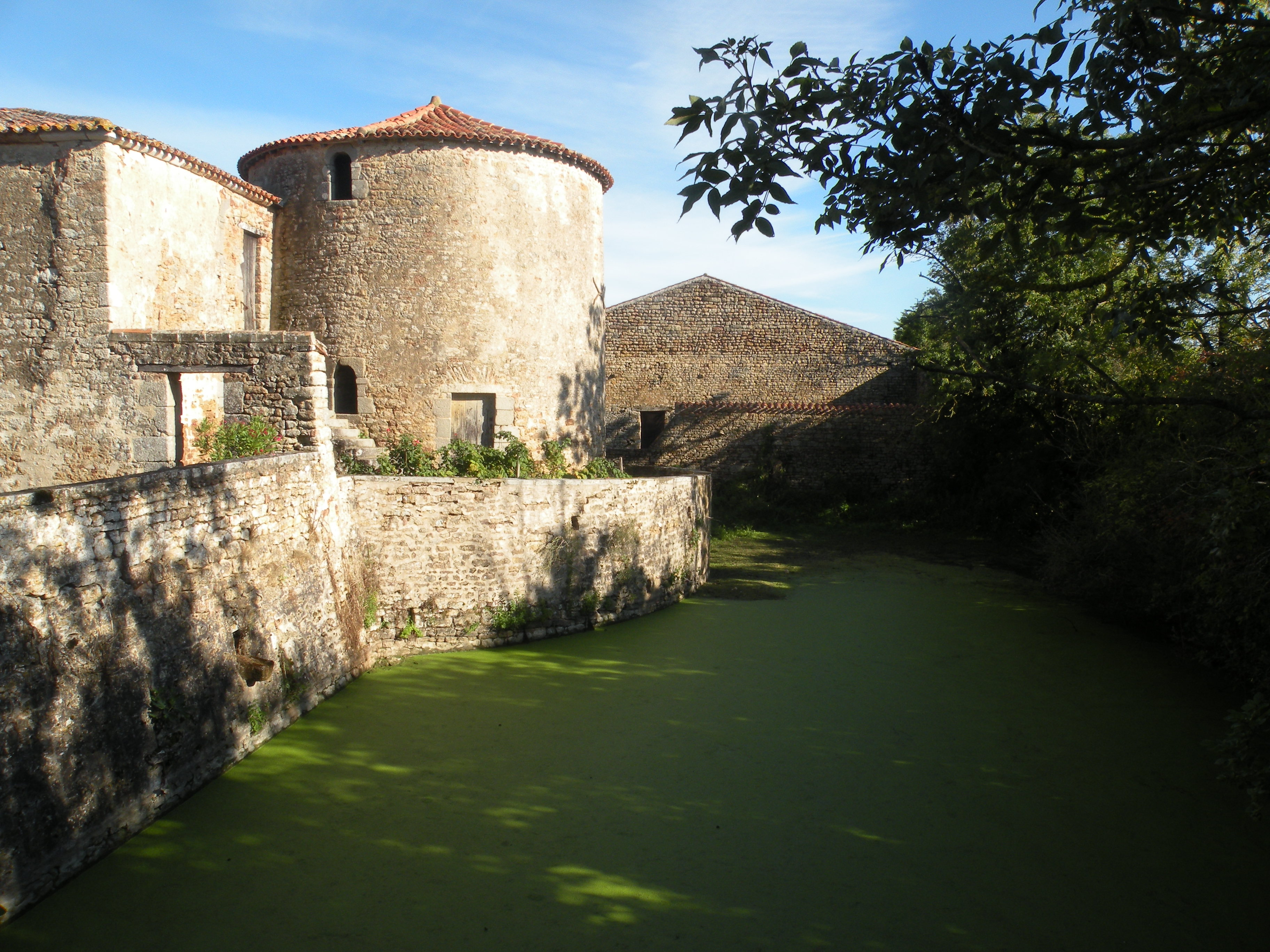
Partie médiévale du château.
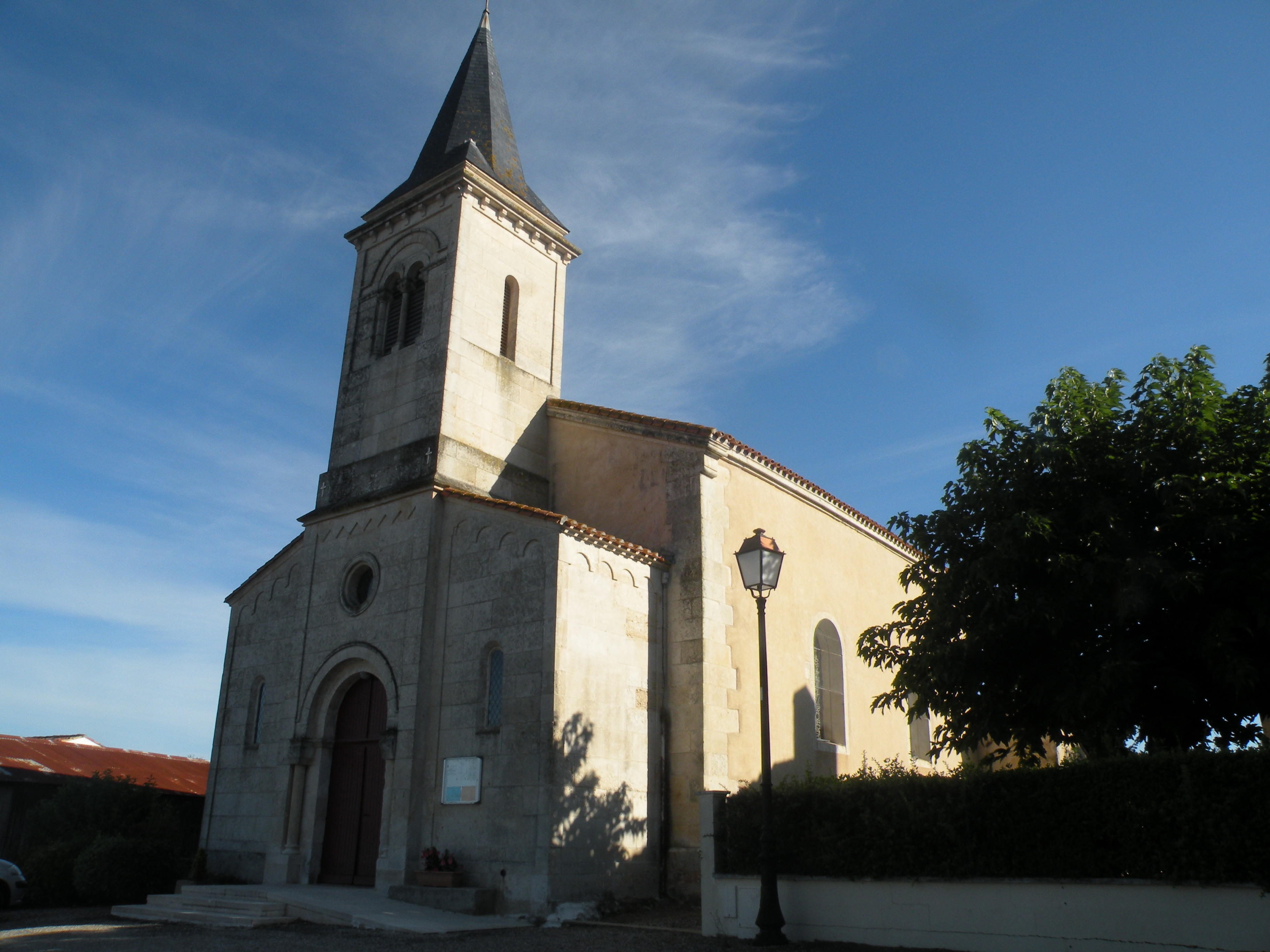
L'église.

### Folklore et légendes
Le ruisseau du Troussepoil est le berceau de la légende de la Bête d'Angles ou Malbête, une légende liée à la commune d’Angles, située à quelques kilomètres, dont la bête a été mise en haut de l'Église Notre-Dame-des-Anges.

### Personnalités liées à la commune
- Henri IV (1553-1610), qui y a séjourné avant d'être roi.
- Yvan Guyet, dit Van Guy (1930-2017), maître-verrier français, y est né.

### Héraldique
| Blason de Le Givre | Blason  | Tiercé en pairle : au premier, de gueules à la mitre d'or ; au second, d'azur au château d'argent, ouvert et couvert de sable ; au troisième, d'or à la bisse de sinople ondoyante en pal. |
| Blason de Le Givre | Détails | Le statut officiel du blason reste à déterminer. |

## Pour approfondir